# Neotheronia tenuis
Neotheronia tenuis là một loài tò vò trong họ Ichneumonidae.